# 2007–2008-as magyar női vízilabda-bajnokság
A 2007–2008-as magyar női vízilabda-bajnokság a huszonötödik magyar női vízilabda-bajnokság volt. A bajnokságban nyolc csapat indult el, a csapatok két kört játszottak, majd az 1-4. és az 5-8. helyezettek egymás közt még két kört. Az alapszakasz után a csapatok play-off rendszerben játszottak a végső helyezésekért.

## Alapszakasz
| #  | Csapat                        | M  | Gy | D | V  | G+  | G-  | P  |
| -- | ----------------------------- | -- | -- | - | -- | --- | --- | -- |
| 1. | Domino-Bp. Honvéd-POLO        | 20 | 16 | 1 | 3  | 233 | 124 | 33 |
| 2. | OSC-Cemelog                   | 20 | 16 | 0 | 4  | 214 | 128 | 32 |
| 3. | Dunaújvárosi Főiskola-ELCO    | 20 | 12 | 1 | 7  | 202 | 132 | 25 |
| 4. | Hungerit-Metalcom-Szentesi VK | 20 | 11 | 0 | 9  | 204 | 179 | 22 |
|    |                               |    |    |   |    |     |     |    |
| 5. | BVSC                          | 20 | 9  | 0 | 11 | 154 | 186 | 18 |
| 6. | Újpesti TE-Jégcsillag         | 20 | 8  | 0 | 12 | 137 | 188 | 16 |
| 7. | ZF-Egri VK                    | 20 | 7  | 0 | 13 | 160 | 193 | 14 |
| 8. | Angyalföldi SI-Rehau          | 20 | 0  | 0 | 20 | 89  | 263 | 0  |

* M: Mérkőzés Gy: Győzelem D: Döntetlen V: Vereség G+: Dobott gól G-: Kapott gól P: Pont

## Rájátszás

### 1–4. helyért
Elődöntő: Domino-Bp. Honvéd-POLO–Hungerit-Metalcom-Szentesi VK 10–12, 12–8, 16–9 és OSC-Cemelog–Dunaújvárosi Főiskola-ELCO 8–7, 5–0, 11–8
Döntő: Domino-Bp. Honvéd-POLO–OSC-Cemelog 12–13, 11–12, 8–7, 11–10, 9–8
3. helyért: Dunaújvárosi Főiskola-ELCO–Hungerit-Metalcom-Szentesi VK 12–10, 11–8

### 5–8. helyért
5–8. helyért: BVSC–Angyalföldi SI-Rehau 11–5, 17–9 és Újpesti TE-Jégcsillag–ZF-Egri VK 6–7, 4–7, 11–10, 4–10
5. helyért: BVSC–ZF-Egri VK 8–7, 10–11, 10–8
7. helyért: Újpesti TE-Jégcsillag–Angyalföldi SI-Rehau 13–9, 16–7
A bajnok Bp. Honvéd játékoskerete: Bódi Anett, Gyöngyössy Anikó, Györe Anett, Horváth Patrícia, Kisteleki Dóra, Kisteleki Hanna, Kling Szandra, Kotsidou Nikoletta, Németh Edit, Péteri Eszter, Takács Orsolya, Tomaskovics Eszter, Tóth Ildikó, Tóth Lilla